# Монотеизм
Монотеи́зм (дословно — «единобожие» от др.-греч. μόνος «один» + θέος «Бог») — религиозное представление о существовании только одного Бога или о единственности Бога.
Монотеизм может быть эксклюзивным — вера в одного персонального и трансцендентного Бога (в противоположность политеизму и пантеизму), который объявляется личностью, и инклюзивным — допускает существование Бога в нескольких формах или манифестациях при условии, что все они, по сути, являются одним и тем же Богом.
Монотеизм характерен для авраамических религий (иудаизм, христианство, ислам), но также представлен в философии индуизма, в сикхизме, в других религиях.
Некоторые исследователи считают, что монотеизм неоднороден, и в нём можно выделить теизм, пантеизм, панентеизм, деизм, пандеизм и другие.

## Происхождение и развитие
Слово «монотеизм» образовано от греч. μονος (monos) — «один», θεος (theos) — «бог» и было создано в сравнительно недавнее время. Первое использование этого слова исследователи относят к работе «Тайна Божественного» (англ. The Grand Mystery of Godliness, 1660) английского неоплатоника Генри Мора.
Существуют две версии происхождения монотеизма:

### Версия развития монотеизма из политеизма
Некоторые исследователи полагают, что понятие монотеизма относительно и эта концепция является результатом постепенного развития генотеизма (состояния религиозного сознания, когда единичные божества ещё не имеют определённости и устойчивости и каждое может заменять всех) и монолатрии (система представлений, основанных на вере во множество богов с одним богом-лидером).
В истории нескольких древних ближневосточных религий начиная с бронзового века можно выявить аспекты монотеизма или монолатрии: введение культа Атона в Египте фараоном Эхнатоном, почитание Мардука в Вавилоне и Ахура Мазды в зороастризме.
По мнению некоторых исследователей, элементы первобытной религии частично сохраняются в современных монотеистических религиях.

### Версия изначального монотеизма (прамонотеизм)
Согласно этой версии, изначальной религией народов был монотеизм, который потом «деградировал» до политеизма.
В современном религиоведении концепция прамонотеизма используется в основном для обоснования богословских позиций.
Так, религиовед и церковный деятель Андрей Зубов высказывается следующим образом:

Если учёному удаётся преодолеть покров тайны, окутывающий личность и имя Бога-Творца, то он может обнаружить Его в религиозных представлениях практически любого племени. Как вы помните, в XIX и даже в самом начале XX века большинство учёных отрицали возможность веры в единого Бога-Творца у «дикарей». Они считались для этого «высокого знания» слишком примитивными. На грани веков доминировала точка зрения Э. Б. Тэйлора, не утратившая сторонников и по сей день, в соответствии с которой первоначальной религией является анимизм, вера в духов, постепенно развивающаяся до политеизма и в качестве высшей религиозной формы достигающая состояния единобожия, монотеизма. Первым среди религиоведов и этнологов это убеждение поколебал Эндрю Лэнг, издавший в 1898 году ставшую классической книгу «Становление религии». Это, построенное на большом этнографическом материале, собранном непосредственно автором, исследование, побудило другого учёного, немецкого католического священника, выдающегося этнолога и лингвиста Вильгельма Шмидта создать двенадцатитомную монографию «Истоки представлений о Боге», в которой на необъятном материале доказывалось, что первоначальной верой человечества являлся монотеизм, лишь со временем более или менее заросший ряской политеистических и анимистических предрассудков.

Косвенно подтверждает эту версию и наличие в некоторых политеистических религиях так называемых «небесных богов», которые характеризуются отсутствием культа и прежде всего отсутствием какого-либо календаря сезонных ритуалов.
Известный религиовед, историк религий, этнограф и писатель Мирча Элиаде приводит некоторые примеры таких «небесных богов», почитаемых разными малоцивилизованными народами. Говоря о «непопулярности» почитания «небесных богов» Элиаде утверждает, что «Верховный небесный бог повсюду уступает место другим объектам почитания. Морфология подобной субституции может быть различной, но смысл её практически везде один и тот же: отход от трансцендентности и пассивности небесного существа и обращение к более динамичным, активным и легкодоступным формам религии. Можно сказать, что мы наблюдаем за „постепенным понижением сакрального до уровня конкретного“, когда жизнь человека и окружающая среда приобретают все больше и больше оттенков сакральности».

## Монотеизм в древнеегипетской религии
С точки зрения современного религиоведения, древнеегипетская религия является сугубо политеистической. Тем не менее, существует известная путаница между понятием монотеистических тенденций, выделением главных богов, и монотеизмом.
Часто повторяется точка зрения, что древнеегипетская религия, лишь по причине наличия в ней главных богов, коим, безусловно, являлся Амон, является уже по сути монотеистической, или была монотеистической неявно. Иногда утверждается, что даже культы некоторых из ранних богов вроде Гора, Ра, Осириса, Птаха были по факту монотеистическими, и всё множество древнеегипетского пантеона богов сводится к почитанию всего нескольких или одного из них.
Многие египтологи и историки XIX—начала XX века и строили весьма сложные теории так называемого «Египетского монотеизма», в некоторых из которых постулировалось, что египетский пантеон всегда представлял только одного бога, а разделение его на разных богов с разными функциями было нужно лишь для лучшего понимания религии простыми людьми. При отсутствии монотеистической предвзятости, все теологические и лингвистические вопросы касательно монотеизма в древнеегипетской религии разумно объясняются в контексте имевших место монотеистических тенденций.

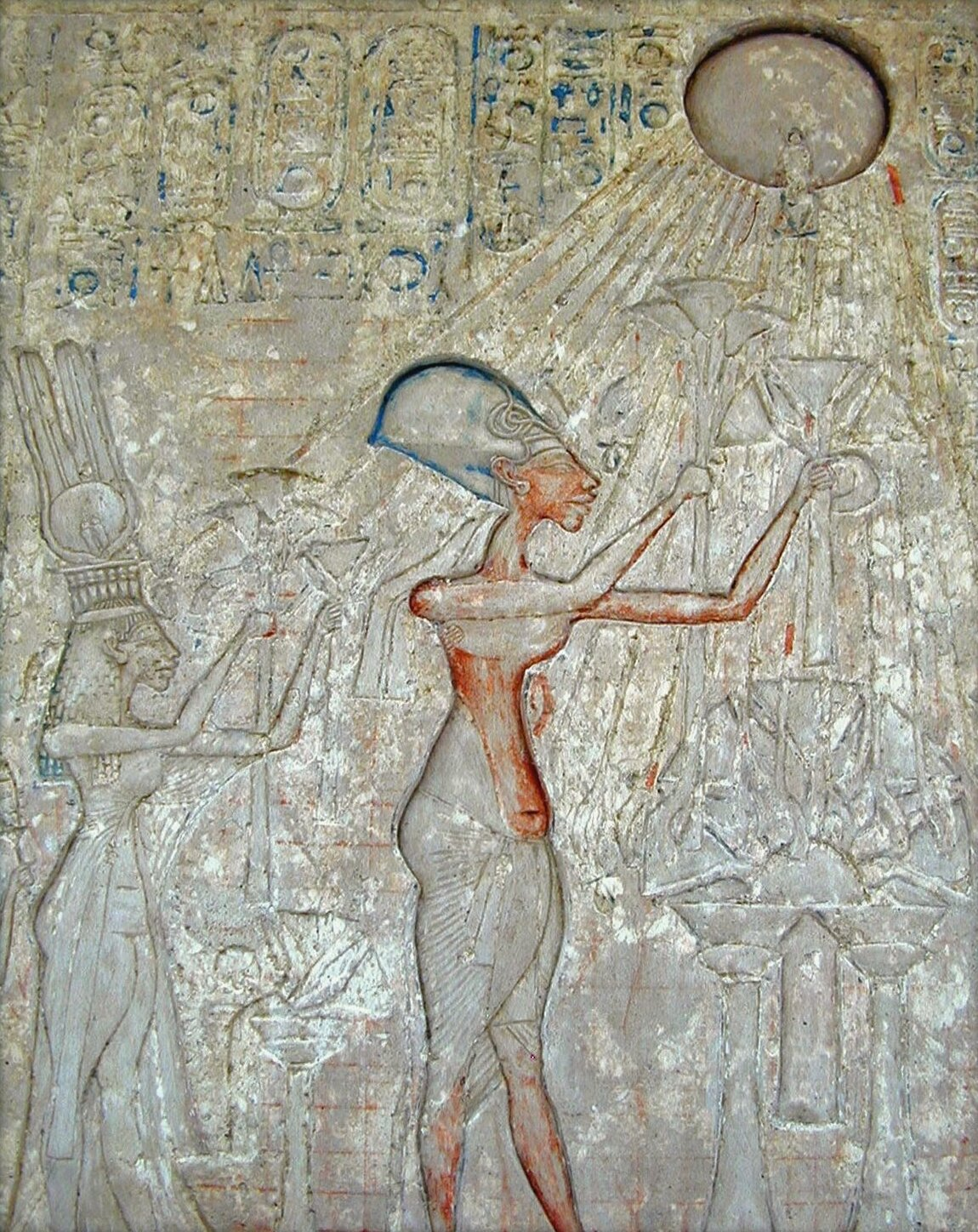
Эхнатон и Нефертити поклоняются Атону. Каирский музей

Интересно, что все теории о древнеегипетском монотеизме в той или иной мере связаны со специфичным и характерным для ранней европейской египтологии подходом к изучению египетской культуры, начало которому положил Марсилио Фичино, стремившийся объединить богословие (а особенно христианское откровение), магию и науку. После распространения его идей, появились авторы, предпринимавшие попытки заполнить религиозный пробел (провести прямую связь) между Египтом и Израилем (а далее — Христианством), постулируя изначальный и неявный, скрытый монотеизм в древнем Египте, впоследствии якобы перешедший в Израиль.

### Атонизм
В среде исследователей существует мнение о тождественности религиозной реформы (атонизм) фараона XVIII династии Эхнатона (XIV век до н. э.) появлению первого монотеизма. Зигмунд Фрейд в работе «Моисей и монотеизм» высказал мнение, что культ Атона наложил серьёзный отпечаток на формирование и развитие иудейского монотеизма и предшествовал его появлению, поскольку ветхозаветный пророк Моисей, проживавший на территории Древнего Египта предположительно во время правления Эхнатона, мог воспринять многие идеи местного религиозного культа (Адонай). Другие считают, что Эхнатон практиковал единый культ (генотеизм или монолатрия) Атона не потому, что не верил в существование других богов, а потому, что воздерживался от поклонения любым богам, кроме Атона.

## Платонизм
В древнегреческой мысли монотеистическая идея зарождается у Гесиода, Ксенофана и других мыслителей. Разработанная концепция Единого, или блага появляется в платонизме. В своих сочинениях Платон ещё использует политеистическую терминологию. Дилемма Евтифрона, например, формулируется как «благочестивое любимо богами потому, что оно благочестиво, или оно благочестиво потому, что его любят боги?» Прообразом монотеизма в платоновском диалоге «Государство» является поиск абсолютной истины в аллегории «Миф о пещере» и идея абсолютного блага. Позже в эллинистическом иудаизме эксплицитно формулируется монотеистическая концепция. В I веке Филон Александрийский предпринял попытку синтеза платонизма с представлениями о Боге в иудаизме.
Развитие философской разновидности монотеизма относится к времени поздней античности. В «Халдейских оракулах» (II век) отражены представления о едином божестве в промежуточном платонизме и с элементами гностицизма. В завершающей стадии развития античного платонизма неоплатонизм стал последней точкой опоры античной философии в полемике с христианским монотеизмом. 

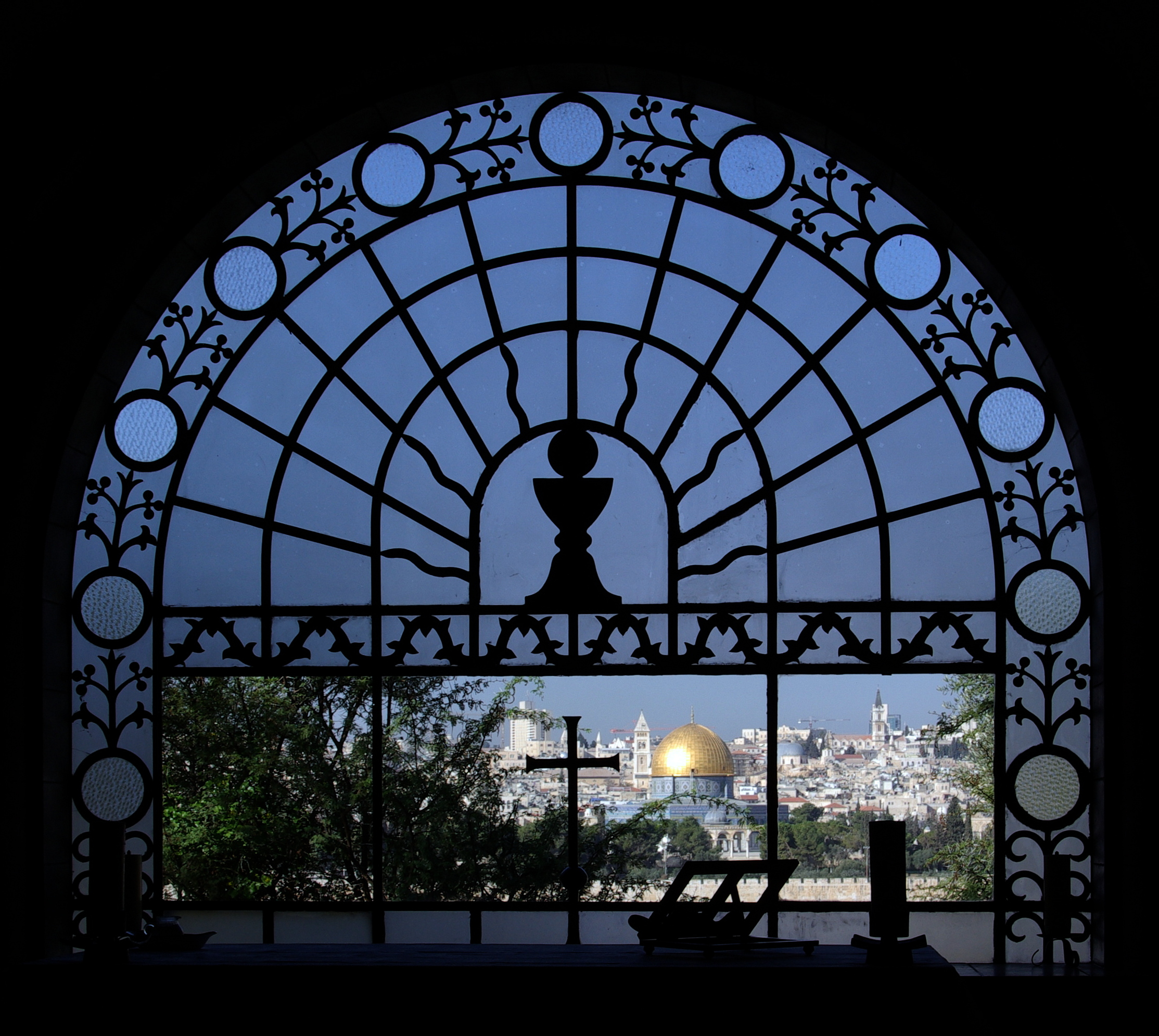
Иерусалим — святыня трёх религий

## Авраамические религии

### Иудаизм
Современный иудаизм является строго монотеистической религией, в которой отрицается существование каких-либо сил, неподконтрольных Творцу, а тем более существование других богов. Однако считается, что на ранних этапах своей истории религия евреев имела форму монолатрии, а монотеизм начал оформляться только в VI веке до н. э., после возвращения евреев из Вавилонского пленения. Монотеистичный иудаизм впоследствии послужил основой для возникновения христианства.
С традиционной еврейской точки зрения, которой придерживались Маймонид (XII век) и другие еврейские мыслители, монотеизм — первичен и изначально был преобладающей формой почитания Высшей Силы, в то время как все другие культы образовались позже, в результате деградации идеи единобожия. Подобной теории придерживаются также и часть современных исследователей.
Профессор кафедры иудаики Нью-Йоркского университета Л. Шиффман пишет:

Некоторые учёные утверждают, что вероучение патриархов было просто одной из форм монолатрии…, но Библия твёрдо свидетельствует, что патриархи были настоящими монотеистами. Вместе с тем, позднейшее развитие библейской системы жертвоприношений делает очевидным тот факт, что ранние израильтяне также верили в демонические силы. Божественная свита ангельских существ в том виде, как она описывается в некоторых псалмах, несколько напоминает пантеоны политеистических Месопотамии и Угарита…

### Христианство
Христианство принимает ветхозаветную, восходящую к Аврааму, традицию почитания единого Бога (монотеизм), Творца вселенной и человека. Вместе с тем, основные направления христианства привносят в монотеизм идею Троицы, трёх ипостасей (Бог Отец, Бог Сын, Святой Дух), единых по своей божественной природе.
В связи с приятием догмата Троицы, христианство иногда трактуется другими авраамическими религиями (иудаизм, ислам) как тритеизм или политеизм. Подобная концепция о троебожии также неоднократно высказывалась в истории христианства, но была отвергнута на Первом Никейском соборе.
Один из отцов Церкви, крупнейший систематизатор христианского вероучения Иоанн Дамаскин так писал по этому вопросу:

Итак, мы называем ипостаси (Св. Троицы) совершенными, чтобы не ввести сложности в Божеское естество, ибо сложение — начало раздора. И опять говорим, что три ипостаси находятся одна в другой взаимно, чтобы не ввести множества и толпы богов. Исповедуя три ипостаси, признаём несложность и неслитность (в Божестве); а исповедуя, что эти ипостаси единосущны одна другой, и признавая в них тождество воли, действия, силы, власти и, если можно сказать, движения, мы признаём их нераздельность и то, что Бог есть един; ибо Бог, Слово и Дух Его истинно один Бог.
— Св. Иоанн Дамаскин. Точное изложение православной веры. — Москва, 1992 
Вместе с тем, подчёркивая монотеизм христианства, антитринитарии отрицают и критикуют тринитарное учение.

### Ислам
Ислам является религией со строгим принципом единобожия в своей основе. Суть единобожия в исламе заключается не только в единственности, но также и в определении. Имам Насафи говорит: «Он (Аллах) не является органом (джисм), атомом (джаухар), при этом, Он не образуется из чего-то (мусаввар), ничем не ограничен (махдуд), не исчисляем (ма’дуд), ни делится на части (мутараккаб) и при этом Он не имеет конца. Он не описывается качеством или количеством, не занимает места в пространстве, не подвержен времени. Ничто не подобно Ему». Имам ат-Тахави пишет в своей знаменитой работе «Акыда ат-Тахави»: «Тот, кто описывает Аллаха смыслами из смыслов творений, становится неверующим». Мулла Али аль-Кари говорит в своём комментарии на Аль-Фикх аль-Акбар Абу Ханифы: «Мы не в состоянии понять Всевышнего Аллаха. Что бы мы не вообразили в своём уме, Аллах отличен от этого, поскольку сказано „Но они не могут охватить Его своим знанием“» (Мина ар-Рауд аль-Азхар фи шарх аль-Фикх аль-Акбар, с. 117). Также известны высказывания Ибн Таймийи из его Собрания фетв (Маджмуату-ль-фатава): «Аристотель и его последователи во многом более невежественны в вопросах Божественности, чем иудеи и христиане. …многобожие преобладает в христианах, а высокомерие — в иудеях. …иудеи в основном уподобляют Творца творениям, в то время как христиане уподобляют творения Творцу».
С исторической точки зрения ислам возник после иудаизма и христианства. С точки зрения Корана, мусульманами (покорившимися) были все пророки. В окончательном виде ислам был представлен в VII веке в проповедях пророка Мухаммеда, получившего сведения о новой религии в виде Корана. Ислам основывается на пяти фундаментальных положениях (Пять столпов ислама). Первое и главное из них — это Шахада, или свидетельство веры: «Нет никакого божества, достойного поклонения, кроме Аллаха, а Мухаммед — пророк Его»). В этой формуле заключена фундаментальная идея ислама — Таухид, то есть сам монотеизм. И действительно, все ритуалы ислама, все молитвы, все праздники и обряды направлены на то, чтобы показать Единственность Бога — Аллаха (в переводе с арабского означает «Бог») — и показать Его исключительное право на поклонение Ему людей.
Таухид является одним из основных, фундаментальных догматов ислама, которое означает прежде всего отрицание политеизма (ширк), выражающееся в шахаде. Таухид означает признание того, что Аллах является единственным Творцом — Господом всего сущего. Основным принципом таухида является утверждение того, что существует только один Бог-Творец, сотворивший всё сущее бытие. Он вечен и управляет всеми процессами во вселенной. Всё нуждается в Нём, а Он не нуждается ни в чём и ни в ком. Доктрина таухида отвергает христианскую Троицу, утверждения о том, что якобы у Бога могут быть сыновья или дочери, а также утверждения иудеев о том, что Творец благоволит только одному избранному народу. Важной частью доктрины таухида является необходимость поклонения только лишь Аллаху. Ширк — многобожие, заключается в обожествлении и поклонении чему-либо ограниченному вместо ничем не ограниченного Творца, приравнивании Аллаху равных, «сотоварищей». Ширк является величайшим грехом в Исламе, за который человек не получит прощения, если умрёт в таком положении. Ширк делится на большой и малый. Большой ширк — это прямое неповиновение Аллаху и приравнивание ему сотоварищей. Малый ширк — это лицемерие, которое заключается в том, что человек пользуется положениями религии ради своей личной выгоды в мирской жизни.
Согласно учению ислама, чистый таухид (монотеизм) исповедовали все пророки — от Адама до Мухаммада. Сам же ислам, согласно Корану и Сунне пророка Мухаммада, возрождает Таухид ханифа Ибрахима (библейского Авраама). На уровне спекулятивной теологии проблема таухида решалась в плане объяснения соотношения сущности (зат) Аллаха и Eго атрибутов (сифат), Tворца и Eго творений.
Принципы доктрины единобожия были подробно изучены и систематизированы мусульманскими богословами. Мутазилитская теология включала в понятие таухида отрицание отличных от сущности Аллаха и вечных его атрибутов. Ашариты и сифатиты толковали таухид как признание единственности Аллаха в отношении его сущности (вахид фи затихи ля шарика лах), его вечных атрибутов (вахид фи сифатихи аль-азалия ля назира лах) и его действий (вахид фи аф‘алихи ля шарика лах). Ханбалиты включали в понятие таухид признание только за Аллахом божественной природы (таухид аль-улюхия); признание его единственным Творцом и путеводителем (таухид ар-рубубия); и полную самоотдачу человека Аллаху (таухид аль-‘убудия). Понимание таухида в суфизме сводилось к отрицанию многобожия и считалось достоянием рядовых верующих (таухид аль-’амма).

## Бахаи
Концепция Бога в вере бахаи монотеистична и трансцендентна. Бог описывается как «личностный, непознаваемый, недостижимый, источник всех откровений, вечный, всеведущий, вездесущий и всемогущий». Единственной связью между Богом и людьми бахаи считают посланников Бога (пророков), которых они называют «Богоявлениями». Обязательная молитва в бахаи содержит явное признание монотеизма.

## Китайские воззрения
Традиционной системой верования многих династий начиная с династии Шан (1766 г. до н. э.) до современного периода сконцентрировано на почитании Шан-Ди (буквально «высший предок», обычно переводится как «Бог») или Тянь (небо) как всемогущей силы. Эта система верования предшествовала развитию конфуцианства и даосизма, и введению буддизма и христианства. Небо рассматривалось как всемогущее существо, наделённое персонифицированной, но не телесной формой, что является особенностью монотеизма. В изречениях Конфуция в Лунь юй мы видим представления о небе, которое ведёт человека на протяжении всей жизни, поддерживает с человеком личные отношения, ставит задачи, которые люди должны выполнить, чтобы научиться добродетельности и нравственности. Однако эта вера не была подлинно монотеистической, существовали другие меньшие боги и духи в разных местностях, которым поклонялись наряду с Шан-Ди. В некоторых течениях, таких, как моизм, заметно приближение к монотеизму, поскольку меньшие боги и древние духи полностью подчиняются воле Шан-Ди (по аналогии с ангелами в западной цивилизации).

## Индийские религии

### Индуизм

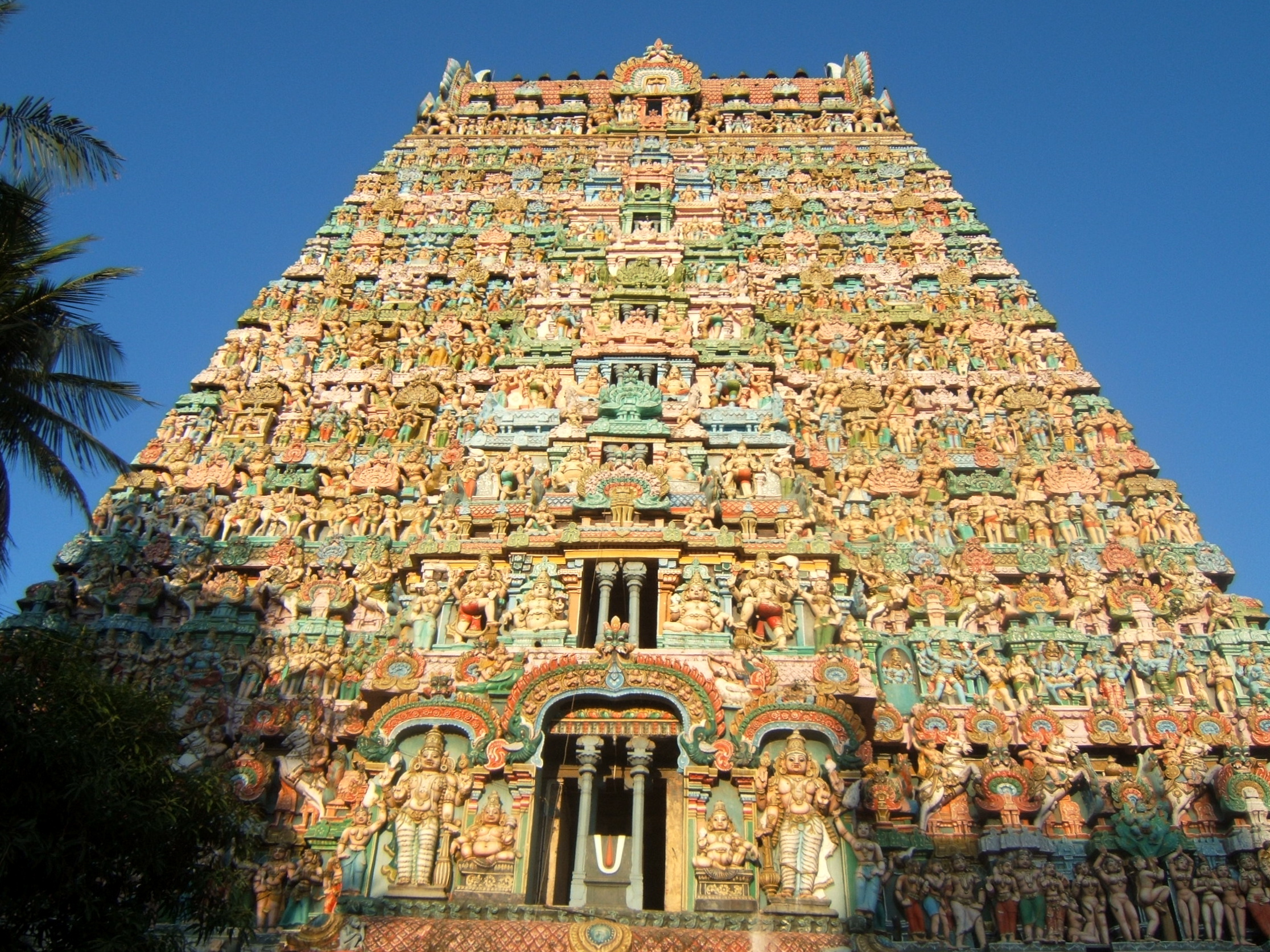
Храм Шарангапани в Кумбаконаме, посвящённый Вишну

Индуизм принято описывать как политеистическую религию. Ни в какой другой религиозной традиции мира невозможно встретить такого изобилия богов и богинь, полубожественных и демонических существ, проявлений божества в человеческих и животных формах. Но всё это всего лишь внешний, красочный аспект глубокой религиозной традиции. Индуизм представляет собой семейство разнообразных религиозных традиций, философских систем и верований, основанных на монотеизме, политеизме, панентеизме, пантеизме, монизме и даже атеизме. Трудно провести параллель между индуизмом и библейским или исламским монотеизмом. В индуизме развились свои, крайне сложные монотеистические представления. В богословии многих форм вайшнавизма, шиваизма и шактизма Единое Верховное Существо выступает в роли Творца, хранителя и разрушителя материальной вселенной, в роли спасителя верующих.
Вайшнавизм — одно из основных направлений в индуизме. Все ветви вайшнавизма отличает приверженность монотеизму. Верования и практики данной традиции, в особенности такие ключевые концепции, как бхакти и бхакти-йога, базируются на таких пуранических текстах, как «Бхагават-гита», «Вишну-пурана», «Падма-пурана» и «Бхагавата-пурана». Для обозначения Кришны как Верховной ипостаси Бога в монотеистическом контексте используется санскритский термин сваям-бхагаван.
В ньяйе, одной из шести главных теистических школ индийской философии, приводятся несколько аргументов в обоснование существования Бога и идеи монотеизма, оспаривается предположение школы миманса о существовании множества полубогов (девов) и мудрецов (риши) и их роль в начале мироздания.

### Сикхизм
Сикхизм — монотеистическая религия, возникшая в XV веке в Пенджабе на основе учения гуру Нанака (1469—1539) и десяти гуру сикхов (включая священное писание). Иногда сикхизм относят к одной из разновидностей индуизма.
«Один Бог для всех» — одно из фундаментальных положений священного текста сикхизма Гуру Грантх Сахиб. Бог рассматривается в двух аспектах — как Ниргун (Абсолют) и как Саргун (персональный Бог внутри каждого из людей). Сикхи верят в единого Бога, всемогущего и всепронизывающего Творца.
Кроме монотеизма, в сикхизме выражена идеалистическая форма монизма: внешний мир является иллюзией (майя) и только Бог является протяжённой реальностью.

## Зороастризм
Зороастрийское учение, распространившееся в 1-е тысячелетии до н. э. на северо-востоке Ирана и в соседних областях, содержит как монотеистические, так и дуалистические черты. Зороастризм никогда не проповедовал явный монотеизм (подобно иудаизму или исламу), являясь на деле оригинальной попыткой унификации политеистической религии под культом единого верховного Бога.
Современный зороастризм базируется на принципах, кодифицированных в Авесте. Ахура Мазда (Ормазд, «Господь Мудрый») — авестийское имя божества, провозглашённое пророком Заратустрой единым Богом. Бог Ангра-Майнью — властелин смерти и мрака — является противовесом и вечным врагом Ормазда и его блаженного царства света.
Зороастризм оказал влияние на авраамические религии. На Востоке зороастризм повлиял и на становление северного варианта буддизма, а в первые века христианства на него ориентировались учения гностиков (манихейство).

## Религия инков
Есть основания говорить о монотеистических тенденциях в религии народов Анд, о складывающейся тенденции считать всех богов ипостасями Виракочи-Пача Камака. Известно несколько явно монотеистических гимнов Виракоче, приписываемых Пачакутеку Юпанки.

## Тюркская религия

### Тенгрианство
Монотеистическая религия в единого бога Тенгри — это культ вечного Голубого неба — Верховный бог. Древние кипчаки называли его Тенгри, алтайцы — Тенгри, Тенгери, киргизы – Тенир, турки — Танри, якуты — Тангара, кумыки — Тэнгири, балкаро-карачаевцы — Тейри, татары — Тэнгри, азербайджанцы — Танры, монголы — Тэнгер, чуваши — Тура, казахи – Танир.